# Закрай (Толмин)
Закрай (словен. Zakraj) — поселення в общині Толмин, Регіон Горишка, Словенія. Висота над рівнем моря: 638,7 м.